# Référendum révocatoire mexicain de 2022
Le référendum révocatoire mexicain de 2022 — officiellement appelé « processus de révocation du mandat du président de la République élu pour la période constitutionnelle 2018-2024 » (en espagnol : Proceso de Revocación de Mandato del Presidente de la República electo para el periodo constitucional 2018-2024) — a lieu le 10 avril 2022 afin de consulter la population sur le maintien d'Andrés Manuel López Obrador au poste de président des États-Unis mexicains.
Le référendum est paradoxalement organisé à l'initiative d'Obrador lui-même, dont il s'agit d'une promesse de campagne. Le président fait ainsi voter à cette fin une réforme constitutionnelle permettant ce type de référendum, dit révocatoire, et organise via ses soutiens la collecte des signatures nécessaires à sa convocation.
Pour être approuvée, la révocation doit obtenir les votes favorables d'une majorité absolue des suffrages exprimés, couplée à un taux de participation d'au moins 40 %.
Une écrasante majorité de 93,44 % des suffrages exprimés se prononcent pour le maintien du président, le référendum étant par ailleurs marqué par un taux de participation très faible, seuls un peu moins de 18 % des électeurs s'étant rendus aux urnes.

## Contexte

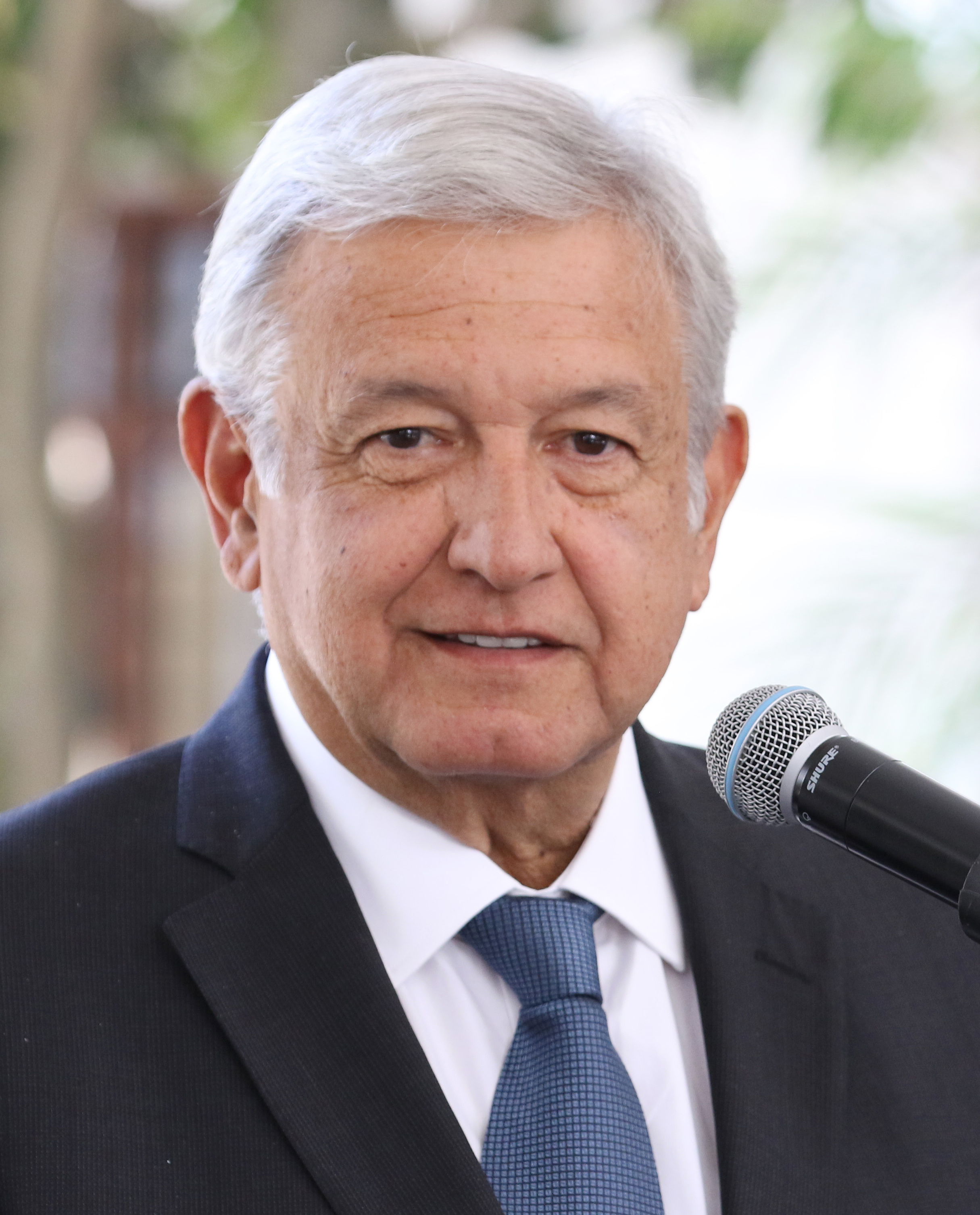
Andrés Manuel López Obrador

Président des États-Unis mexicains depuis décembre 2018, Andrés Manuel López Obrador sort vainqueur cette année là de l'élection présidentielle qu'il remporte avec une large avance, réunissant 53,19 % des voix contre 22,28 % à son concurrent le plus proche. Lors de la campagne électorale, il promet de soumettre son mandat de six ans à un vote de confiance à mi-mandat.
Courant 2019, Obrador soumet par conséquent un projet d'amendement de la Constitution de 1917 permettant la convocation d'un référendum révocatoire, un outil de démocratie directe n'existant pas jusque là au Mexique. Approuvé au Sénat de la République le 15 octobre par 90 voix pour et 22 contre, puis à la Chambre des députés le 5 novembre par 356 voix pour et 84 contre, le texte reçoit également les votes favorables des législatures de plus de la moitié des États,. Il réunit ainsi la majorité qualifiée des deux tiers des votants dans chacune des chambres du Congrès de l'Union, et la majorité absolue des législatures des États, conditions auxquelles le titre VIII de la Constitution soumet les amendements constitutionnels. Le texte est officiellement promulgué le 24 décembre 2019, date à partir de laquelle le Congrès dispose alors de 180 jours pour en voter la loi d'application, soit avant le 17 juin 2020. Le Congrès tarde cependant à voter cette dernière, ses membres ne parvenant pas à s'entendre sur certains termes de la loi. L'opposition au Mouvement de régénération nationale (MORENA) du président Obrador tente notamment de supprimer l'expression « en raison d'une perte de confiance » de la question devant être soumise au électeurs lors du référendum révocatoire, tandis que le MORENA ne dispose pas d'une majorité suffisante pour mettre fin au blocage. Le tribunal électoral finit le 25 août 2021 par ordonner le vote de la loi sous trente jours, et celle-ci est enfin adoptée le 14 septembre suivant. La loi permet alors aux partis politique de promouvoir la mise à référendum, et à la question d'être modifiée, tout en conservant la mention d'une perte de confiance dans la formulation initiale si celle-ci est laissée telle quelle,.

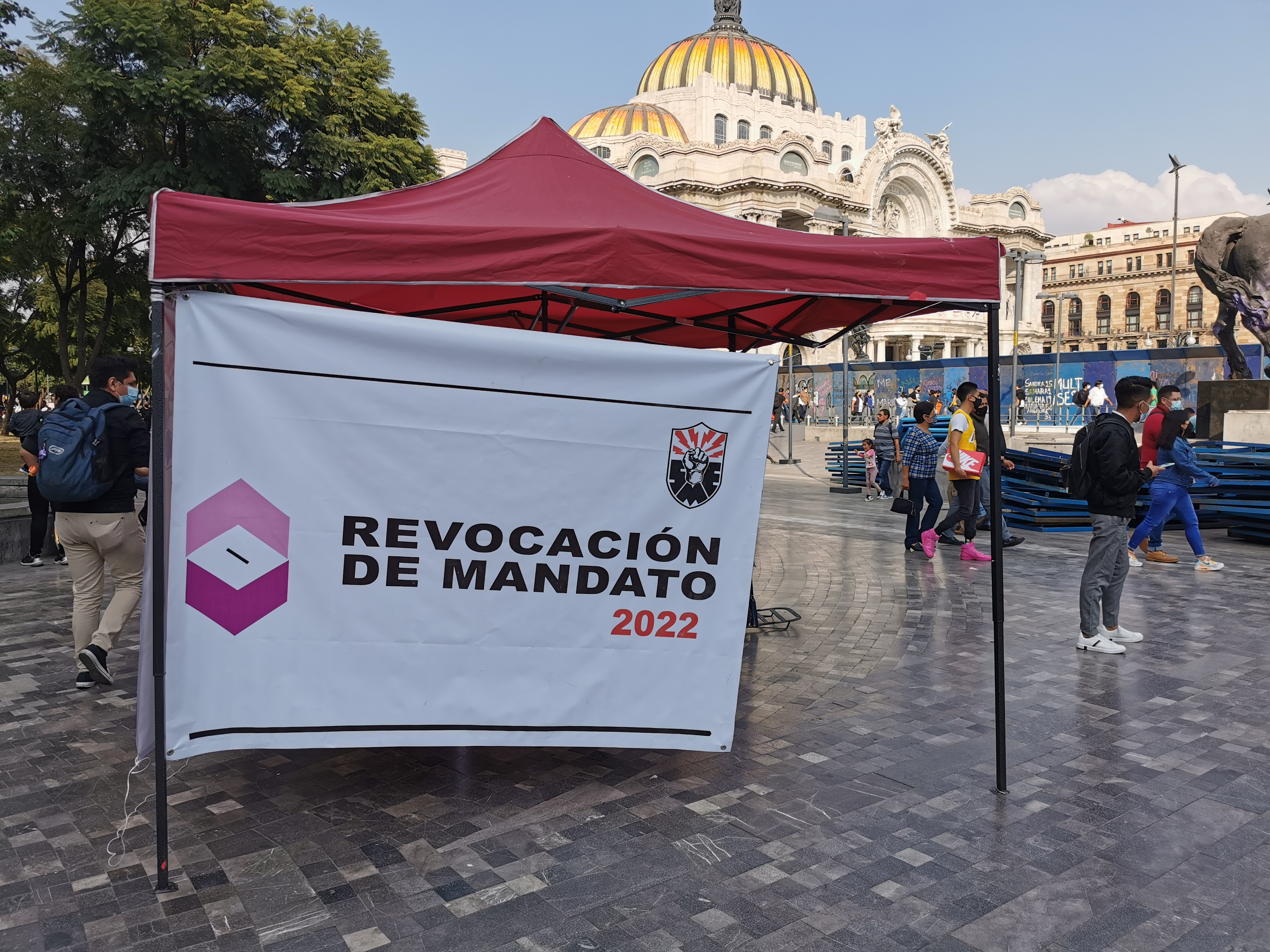
Stand de collecte de signatures à Mexico fin novembre 2021.

Électeur insérant son vote dans l'urne à Mexico

Le nouvel article 35 de la Constitution et sa loi d'application disposent alors qu'un référendum révocatoire d'origine populaire peut être convoqué à l'encontre du président à partir de la moitié de son mandat si au moins 3 % du total des inscrits sur les listes électorales en signe la demande au cours d'une période de quatre mois correspondant au mois précédant la fin de la troisième année du mandat présidentiel et aux trois mois suivant celle-ci. Le seuil de 3 % des inscrits doit par ailleurs être obtenu dans au moins dix sept des trente et un États et de la capitale fédérale. L'Institut national électoral (INE) est chargé de vérifier la validité des signatures dans les trente jours suivant la demande et, si le seuil requis est atteint, de convoquer le référendum pour le premier dimanche suivant une période de quatre vingt dix jours à partir de l'annonce de validation de la collecte. Le vote est cependant reporté au dimanche suivant si la première date coïncide avec l'organisation de scrutin fédéraux ou locaux,.
Le seuil de 3 % des inscrits correspond en 2021 à un total de 2 758 227 signatures au niveau national. Ouverte du 1er novembre au 25 décembre 2021 par écrit et par voie électronique, la collecte de signatures soutenue par le MORENA parvient à en réunir 11 141 953, dont 9 759 922 par écrit et 1 382 031 par voie électronique. L'INE en vérifie 4 442 032, dont 3 451 843 sont validées au 31 janvier 2022, avec un dépassement du seuil requis dans vingt-six États. Le seuil ayant été atteint, les signatures restantes ne sont pas vérifiées. Le 4 février 2022, l'INE fixe le référendum au 10 avril 2022,.

## Contenu

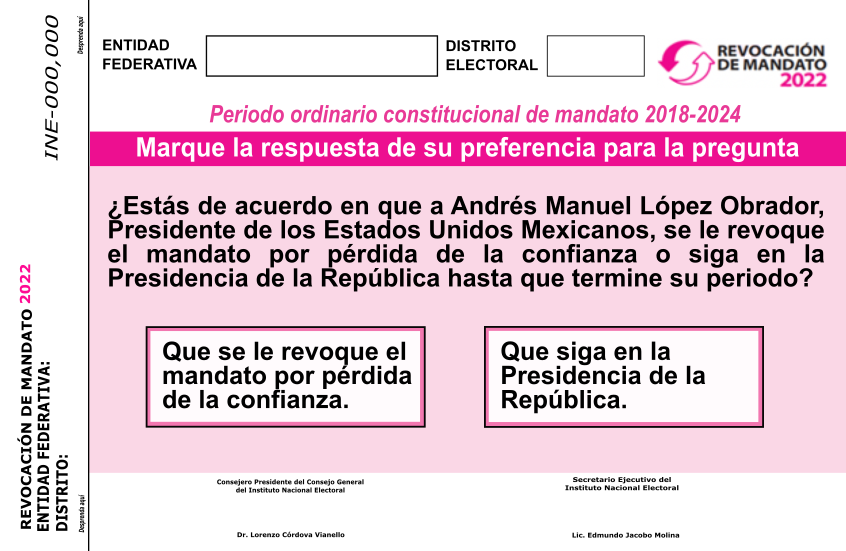
Bulletin de vote utilisé

La question posée est la suivante, :
« Êtes-vous d'accord pour qu'Andrés Manuel López Obrador, président des États-Unis mexicains, voie son mandat révoqué en raison d'une perte de confiance ou continue à présider la République jusqu'à la fin de son mandat ? »
« ¿Estás de acuerdo en que a Andrés Manuel López Obrador, Presidente de los Estados Unidos Mexicanos, se le revoque el mandato por pérdida de la confianza o siga en la Presidencia de la República hasta que termine su periodo? ».

## Conditions
Pour être validée, la révocation du mandat présidentiel doit réunir la majorité absolue des suffrages exprimés, couplée à un taux de participation au référendum d'au moins 40 % du total des électeurs inscrits sur les listes électorales,.

## Résultats
| Choix                     | Votes      | %     |
| ------------------------- | ---------- | ----- |
| Révocation                | 1 063 209  | 6,55  |
| Maintien                  | 15 159 323 | 93,45 |
|                           |            |       |
| Votes valides             | 16 222 532 | 98,30 |
| Votes blancs et invalides | 280 104    | 1,70  |
| Total                     | 16 502 636 | 100   |
| Abstention                | 76 320 580 | 82,22 |
| Inscrits/Participation    | 92 823 216 | 17,78 |
| Quorum de participation   | 40 %       | 40 %  |

## Conséquences
Le référendum voit arriver largement en tête les voix favorables au maintien du président Obrador, celle ci totalisant plus de neuf voix sur dix. Dans un contexte d'appel à l'abstention de la part des trois principaux partis d'opposition — le Parti action nationale (PAN), le Parti de la révolution démocratique (PRD) et le Parti révolutionnaire institutionnel (PRI) —, la participation s'établit à un peu moins de 18 % des inscrits, soit plus de deux fois moins que le quorum nécessaire pour valider la révocation si celle-ci avait été approuvée,,.